# Верхнемарковское сельское поселение
Верхнема́рковское се́льское поселе́ние — муниципальное образование в составе Усть-Кутского района Иркутской области.
Административный центр — посёлок Верхнемарково.

## Географические данные
Находится в северо-восточной части Усть-Кутского района Иркутской области.
Граничит:
- на севере — с Катангским районом;
- на востоке — с Киренским районом;
- на юге и юго-западе — с Подымахинским сельским поселением;
- на западе — Янтальским городским поселением.

По территории поселения проходит маршрут строящейся федеральной автомагистрали «Вилюй».
Находится на юго-восточной окраине Среднесибирского плоскогорья (Лено-Ангарское плато). По территории поселения протекают реки Лена (с притоками Малой и Большой Тирой) и Нижняя Тунгуска. Долины болотистые, много родников. Бо́льшую часть территории занимает тайга.

## История
Образовано 31 декабря 2004 года. Включило земли шести населённых пунктов.

## Население
| 2010 | 2011  | 2012  | 2013  | 2014  | 2015  | 2016  | 2017  |
| ---- | ----- | ----- | ----- | ----- | ----- | ----- | ----- |
| 2033 | ↘2028 | ↘1983 | ↘1917 | ↘1880 | ↘1848 | ↘1807 | ↘1772 |

Численность населения поселения на 1 января 2008 года составила 2403 человека. Число хозяйств — 847.
Показатели рождаемости и смертности:
- в 2007 году родились 29 человек, умерли 36 человек[10]
- в 2008 году родились 30 человек. Смертность также превысила рождаемость.[11]. (Точных данных о количестве умерших нет.)
- в 2013 году родились 19 человек, умерли 24 человека
- в 2014 году родились 22 человека, умерли 28 человек

Миграция населения имеет отрицательное сальдо.

## Состав сельского поселения
| № | Населённый пункт | Тип населённого пункта          | Население |
| - | ---------------- | ------------------------------- | --------- |
| 1 | Верхнемарково    | посёлок, административный центр | ↘1582     |
| 2 | Заярново         | посёлок                         | ↗340      |
| 3 | Марково          | село                            | ↘61       |

Село Назарово и деревни Глухова и Тира исключены.

## Руководство
Главы администрации
- Соколов Александр Юрьевич
- Константин Валерьевич Власов[1].

## Экономика
3 крупных предприятия:
- ООО «НК Дулисьма»;
- Иркутская нефтяная компания;
- ООО «Назаровский ЛПХ».

Кроме того, «БЭКойл-Игирма», филиал УМСХП «Лена», ПС «Универсал», ООО «Марковское коммунальное предприятие», 15 индивидуальных предпринимателей.
Основной вид деятельности — нефтедобыча и лесозаготовка. На территории поселения находится Марковское нефтегазоконденсатное месторождение. Среднегодовая добыча составляет 4 тыс. тонн нефти, 53,9 млн м³ газа, 14 тыс. тонн конденсата. Газ расходуется на выработку электроэнергии и отопления Верхнемаркова и ближайших населённых пунктов, нефть и конденсат транспортируются в Усть-Кут.
Бюджет поселения в 2007 году:
- доходы — 5,726 млн рублей по плану, фактически — 7,033 млн;
- расходы — 9,611 млн рублей по плану (при реальной потребности в 16,982 млн руб.), фактически — 8,246 млн;
- дефицит бюджета в 2007 году — 1,213 млн рублей.

Плановая доходная часть бюджета на 2008 год — 5,905 млн руб. Расходная — 7,947 млн руб. Плановый дефицит — 2,082 млн руб.

## Связь
Проводная телефонная связь. Сотовая связь с 2008 года (кроме Назарова и Тиры).
Почтовые отделения в Верхнемаркове (666778), Маркове (666779).

## Социальная сфера
Образование
Средняя школа в Верхнемаркове.
Два детских сада:
- в Верхнемаркове («Рябинушка») — рассчитан на 75 мест, посещают 87 детей, 20 в очереди.
- в Заярнове — посещают 20 детей.

Медицина
Больница в Верхнемаркове. Фельдшерские пункты в Маркове и Заярнове.
Культура
Библиотека, центр досуга и народно-прикладного творчества (в Верхнемаркове).
Спорт
В Верхнемаркове работает филиал спортивно-оздоровительного центра. Имеются спортивный, тренажёрный залы.
Проблемы
Наиболее насущные проблемы касаются функционирования жилищно-коммунального хозяйства.
Остро стоит экологическая проблема, связанная с проявлениями нефти на Марковском месторождении. Работает координационный совет, контролирующий исполнение плановых мероприятий ООО «Иркутская нефтяная компания» по локализации и утилизации нефтепроявлений.
Среди насущных проблем социально-бытового плана выделяются также:
- Отсутствие пассажирского сообщения между населёнными пунктами поселения, тесно связанными одно с другим;
- Отсутствие сберегательной кассы.